# Побічна дія (медицина)
Побічна дія (або побічний ефект) — це будь-яке виявлення небажаного ефекту (іноді небезпечного для здоров'я пацієнта), що виникає у межах терапевтичних доз препарату (рекомендованих для лікування, діагностики, профілактики захворювань) або модифікації фізіологічних функцій. Побічна дія не завжди є антиподом головної (основної) дії препарату, заради якої він використовується, тобто, побічна дія може бути як негативного так і позитивного спрямування.
Побічна дія ліків стає все більш актуальною медичною та соціальною проблемою. За даними різних авторів, побічні реакції ліків спостерігаються у 10-30 % населення, у 3 % випадків є підставою звернення до лікарів, у 5 % — причиною госпіталізації, у 3 % — приводом для проведення інтенсивної терапії, у 12 % призводять до суттєвого збільшення терміну перебування хворих у стаціонарі, а у 1 % пацієнтів взагалі можуть бути причиною летальних наслідків. В Україні ця проблема також стає все більш актуальною. Так, частота тільки алергічних реакцій коливається в межах 1-2 %. До летальних наслідків призводить 1 із 10 000 алергічних реакцій, що щорічно може викликати 1000—2000 смертей тільки від анафілактичного шоку. Серед осіб, що потребують частого та тривалого лікування (наприклад, хворі на туберкульоз), алергічні реакції діагностується вже в 15 % випадків. Клінічні прояви алергічних реакцій заважають або перешкоджають професійній діяльності медичних працівників, у тому числі 17 % молодших медичних сестер, 30-45 % середнього медичного персоналу та 6-30 % лікарів різних спеціальностей. Побічні ефекти лікарських препаратів, за даними досліджень, можуть стати причиною смерті у 0,01 % хірургічних та у 0,1 % терапевтичних стаціонарних хворих. За даними ВООЗ (2004), летальність при фармакотерапії посідає 5-те місце у світі після серцево-судинних, онкологічних, легеневих захворювань, травм і складає 0,1 %, тоді як при проведенні хірургічних втручань вона в 10 разів менша (0,01 %).
Побічна дія препаратів може виникати із багатьох причин. Виникненню побічної дії можуть сприяти різноманітні фактори ризику з боку ліків, організму людини, довкілля та суспільства.

## Класифікація
Усі випадки побічної дії лікарських препаратів можна поділити за патогенезом виникнення, системними проявами, важкістю перебігу та іншими ознаками.
Побічну дію ліків можна поділити на три типи по впливу на перебіг захворювання. Згідно з цією класифікацією виділяється 
- бажаний побічний ефект, що сприяє швидкому видужанню хворого та покращує якість фармакотерапії;
- небажаний побічний ефект, що погіршує стан здоров'я хворого та сприяє виникненню ускладнень захворювання;
- індиферентний побічний ефект, що не справляє впливу на організм хворого.[4]

По наслідках дії побічні ефекти ліків поділяються на серйозні побічні ефекти (що призвели до смерті або загрозливих для життя станів, інвалідизації хворого, госпіталізації пацієнта або подовження строків госпіталізації, розвитку злоякісних пухлин, розвитку вроджених вад у новонароджених дітей) та несерйозні побічні ефекти (які не призвели до перерахованих вище наслідків побічних ефектів).
Побічну дію ліків можна поділити по шляху впливу на органи та системи організму на первинну побічну дію та вторинну побічну дію. Первинна побічна дія є прямим наслідком впливу препарату на певну мішень (наприклад, нудота, біль в епігастрії та інші прояви диспепсії при подразненні слизової оболонки шлунку). Вторинна побічна дія виникає непрямим шляхом (наприклад, гіповітаміноз при антибіотикотерапії виникає внаслідок пригнічення кишкової мікрофлори, яка синтезує вітаміни, або дисбіоз кишечника і кандидомікоз при тривалій антибіотикотерапії).
За системним принципом побічна дія ліків класифікується наступним чином:
1. Поліорганні порушення.
2. Ендокринні порушення.
3. Порушення обміну речовин.
4. Ураження шкіри.
5. Гематологічні порушення.
6. Порушення з боку серцево-судинної системи.
7. Порушення з боку дихальної системи.
8. Порушення з боку травної системи.
9. Ураження нирок та сечовидільної системи.
10. Порушення з боку нервової системи.
11. Порушення з боку органу зору.
12. Порушення з боку опорно-рухового апарату.
13. Психічні порушення.

За частотою побічні дії поділяються на (згідно ВООЗ):
- Дуже часто, ≥ 1⁄10 (виникають у більше, ніж у 10 % пацієнтів, що застосовують лікарський засіб)
- Звичайні (часті), від 1⁄10 до 1⁄100 (від 1 до 10 % випадків)
- Незвичайні (нечасті), від 1⁄100 до 1⁄1000 (0,1—1 % випадків)
- Рідкісні, від 1⁄1000 до 1⁄10000 (0,01—0,1 % випадків)
- Вкрай рідкісні, < 1⁄10000 (менше, ніж 0,01 % випадків)

Згідно класифікації відомого українського фармаколога Івана Сергійовича Чекмана (2014), побічні реакції лікарських засобів поділяються на 5 груп:
1. Алергічні реакції.
2. Фармакотоксичні ускладнення.
3. Порушення імунобіологічних властивостей організму.
4. Фармакогенетичні ускладнення.
5. Синдром відміни.

За сучасною класифікацією ВОЗ побічна дія препаратів поділяється на реакції типу А, В, С і D.
| Тип побічної дії | Побічна дія, що відповідає критеріям визначення |
| --- | --- |
| Побічні реакції, залежні від дози — тип А, що вважаються частими передбачуваними реакціями, пов'язаними із фармакологічною активністю препарату та можуть зустрічатися у будь-якого індивідуума | 1. Надлишковий терапевтичний ефект або його посилення 2. Другорядні фармакологічні побічні ефекти 3. Токсичні побічні ефекти або токсичність, що пов'язана із лікарськими взаємодіями 4. Вторинні побічні ефекти |
| Побічні реакції, що не залежні від дози і є частими непередбачуваними реакціями, та які зустрічаються лише у чутливих людей — тип В                                                             | 1. Імуноалергічні реакції або імуноалергічна гіперчутливість 2. Псевдоалергічні реакції або неімунологічна гіперчутливість 3. Лікарська непереносимість 4. Ідіосинкразія                                         |
| Побічні реакції, зумовлені тривалою фармакотерапією — тип С | 1. Синдром відміни або рикошету 2. Лікарська залежність або абстинентний синдром 3. Толерантність до препарату 4. Ефекти пригнічення вироблення гормонів 5. Кумулятивні ефекти                                   |
| Відстрочені побічні реакції — тип D | 1. Мутагенність 2. Тератогенність 3. Канцерогенність |

Серед побічних ефектів ліків виділяють також так звані парамедикаментозні побічні ефекти. Ці побічні ефекти не пов'язані із дією самого лікарського засобу, а найчастіше зумовлені властивостями наповнювачів, що присутні у різноманітних формах лікарських препаратів, а також психогенними факторами, які виникають після ознайомлення із інструкцією лікарського препарату. Часто парамедикаментозні побічні ефекти виникають після заміни препарату відомої фірми на ідентичний по хімічному складу засіб, що випускається у іншій країні. Причини прояву побічної дії у подібних випадках можуть бути пов'язані з різницею біодоступності та інших фармакокінетичних параметрів, або якістю субстанції і допоміжних речовин.[джерело?]

## Причини та механізм розвитку
Виникненню та розвитку побічних ефектів у пацієнтів можуть сприяти велика кількість різноманітних факторів. що пов'язані як із особливостями самого лікарського препарату, так і особливостями організму хворого.
Згідно із дослідженнями Грехема-Сміта та Аронсона, для розвитку побічних ефектів типу А можна виділити такі три причини, що пов'язані із фармакологічними властивостями препарату:
- — фармацевтичну мінливість препарату (варіабельність)
- — фармакокінетичну мінливість препарату (варіабельність)
- — фармакодинамічну мінливість препарату (варіабельність).[4]

Важливим фактором розвитку побічної дії препарату може бути шлях та швидкість введення лікарського засобу в організм. Найчастіше побічні ефекти ліків виникають при внутрішньовенному введенні препарату, коли біодоступність лікарських засобів становить 100 %, і у більшості випадків швидко досягаються високі концентрації препарату в крові пацієнта. Прикладом такого побічного ефекту може бути так званий синдром «червоної людини» — почервоніння обличчя та верхньої половини тіла зі зниженням артеріального тиску, тахікардією, болем за грудиною; що виникає при швидкому внутрішньовенному введенні глікопептидних антибіотиків (частіше ванкоміцину) і причиною якого є масивне виділення гістаміну при швидкій внутрішньовенній інфузії даних препаратів.
Збільшення ризику побічних ефектів може бути пов'язано із віковими особливостями пацієнтів, наявністю у них супутніх захворювань, прийомом інших лікарських препаратів та наявність у пацієнтів шкідливих звичок. Дослідженнями встановлено, що ймовірність побічних ефектів є вищий у пацієнтів з групи ризику:
- Діти.
- Пацієнти похилого віку.
- Вагітні.
- Хворі на ниркову та печінкову недостатність.
- Пацієнти, що лікуються 3—4 і більше лікарськими препаратами.
- Особи, що зловживають алкоголем, курінням та наркотичними засобами.
- Хворі, у яких раніше спостерігалися небажані побічні реакції.

Для оцінки ризику імовірності виникнення побічних ефектів має значення також приналежність лікарського препарату до відповідного класу лікарських засобів. Частіше побічні ефекти спостерігаються при застосуванні антибіотиків, місцевих знеболюючих засобів, вакцин і сироваток, кровозамінників, анальгетиків, вітамінів. Згідно аналізу повідомлень про частоту побічних ефектів в Україні, найчастіше викликають побічні ефекти типу В такі групи препаратів: антибіотики (39,2 %), протизапальні та протиревматичні засоби (6,0 %), вітаміни (5,8 %), анальгетики (4,8 %), засоби від простуди та кашлю (3,1 %) Згідно аналізу звернень пацієнтів, які звернулися за амбулаторною допомогою в Інститут імунології Росії, розподіл побічних ефектів по групах лікарських препаратів був наступний: місцеві анестетики — 43,2 %, антибіотики — 18,8 %, нестероїдні протизапальні засоби — 9,7 %, інші лікарські засоби — 28,4 %. Але у багатьох випадках статистика відображає не стільки частоту побічних ефектів препарату, скільки частоту їх застосування, тобто велика кількість зареєстрованих побічних явищ пов'язана із великою частотою застосування лікарських засобів, а не із їх токсичністю або іншим несприятливим впливом на організм людини.
Ризик імовірності побічних ефектів зростає при невдалому поєднанні ліків у разі їх несумісності. В організмі вона реалізується завдяки фармакокінетичній або фармакодинамічній взаємодії. Наприклад, поєднання бета-блокаторів із блокатором кальцієвих каналів верапамілом викликає значне зниження частоти серцевих скорочень, порушення роботи провідної системи серця та зниження скоротливості серця, особливо при парентеральному застосуванні цих препаратів. При застосуванні бета-блокаторів із дигідропіридиновими блокаторами кальцієвих каналів (ніфедипін, амлодипін та ін.) ризик таких побічних ефектів практично відсутній. Силденафіл частіше викликає побічні ефекти з боку серцево-судинної системи при сумісному застосуванні із нітратами, тому що обидва підвищують рівень оксиду азоту в організмі, тому їх сумісне застосування значно збільшує імовірність потенціювання ефектів підвищеного вмісту NO. Сумісне застосування протигрибкових препаратів з групи азолів (кетоконазол, ітраконазол та ін.) і протиалергічних препаратів з групи блокаторів Н1-гістамінорецепторів ІІ покоління (астемізол, лоратадин) значно підвищує ризик порушень серцевого ритму у зв'язку із подовженням інтервалу QT на ЕКГ.
Ризик імовірності побічних ефектів зростає також при вживанні у їжу деяких продуктів, що впливають на фармакокінетику або фармакодинаміку деяких лікарських препаратів. Так, наприклад; грейпфрутовий сік знижує метаболізм ніфедипіну, астемізолу та циклоспорину, що може призводити до порушень у роботі серцево-судинної системи. Вживання їжі та напоїв, що багаті на тирамін (сир, копчене м'ясо чи риба, банани, пиво та ін.), сприяють значному підвищенню концентрації моноамінів у головному мозку при одночасному застосуванні антидепресантів групи інгібіторів моноаміноксидази, що призводить до виникнення так званого «сирного синдрому», який проявляється гіпертонічним кризом, судомами.

## Побічна дія ліків по органах та системах

### Алергічні реакції та ураження шкіри
Алергічні реакції та ураження шкіри відносяться до найрозповсюдженіших побічних ефектів лікарських препаратів. При аналізі повідомлень про побічні ефекти в Україні шкірні реакції спостерігалися у 34,1 % випадків повідомлень про побічні реакції, анафілактичні реакції спостерігалися у 3 % випадків, синдром Стівенса-Джонсона та синдром Лаєлла у 0,2 % випадків, набряк Квінке у 2,3 % випадків. Серед уражень шкіри найчастіше спостерігаються висипання на шкірі різноманітного характеру (еритематозне, везикульозне, пустульозне, бульозне, вузлова еритема, пурпура). Частим побічним ефектом є також свербіж шкіри. При застосуванні деяких лікарських препаратів (часто фторхінолонів) можливо також виникнення фотодерматозу. Серед інших побічних явищ часто можуть виникнути кропив'янка, алопеція, дизгідроз, ліподистрофія (при застосуванні інгібіторів протеази), зміна пігментації шкіри. Серед груп препаратів, що найчастіше викликають зміни з боку шкірних покривів та алергічні реакції, при аналізі даних по Україні виділялися антибіотики, протизапальні та протиревматичні засоби, вітаміни, анальгетики, засоби від простуди та кашлю, кардіологічні препарати, інгібітори АПФ

### Порушення з боку травної системи
Побічні ефекти з боку органів травної системи також відносяться до одних із найрозповсюдженіших побічних ефектів. Найчастішими побічними ефектами з боку травної системи є контактні ураження слизових органів травної системи, а також наслідки токсичної дії препаратів після їх біотрансформації в печінці та слизовій оболонці кишечнику. Частими побічними ефектами з боку органів травної системи є порушення моторики шлунково-кишкового тракту (іноді з диспепсією), біль у животі, діарея або запор. Часто, особливо при призначенні нестероїдних протизапальних препаратів та глюкокортикоїдних гормонів, за рахунок зниження захисту слизової оболонки шлунково-кишкового тракту простагландинами виникають гастропатії, ерозії та виразкування слизової оболонки шлунку та кишечнику, у тяжких випадках спостерігають шлунково-кишкові кровотечі. Частими побічними ефектами є також ураження печінки. При аналізі повідомлень про побічні ефекти в Україні одне із чільних місць (після шкірних та анафілактичних реакцій, синдромів Стівенса-Джонсона та Лаєлла і набряку Квінке) посів гепатит, що його спостерігали в 0,1 % випадків зареєстрованих побічних реакцій. Побічні явища у вигляді гепатиту часто спостерігають при застосуванні аллопуринолу, препаратів групи тетрацикліну, рифампіцину, хінідину, ізоніазиду, нестероїдних протизапальних препаратів. Холестатичний синдром (холестаз) часто спостерігають при застосуванні каптоприлу, амфотерицину В, цитостатиків, симвастатину. При застосуванні аміодарону, інгібіторів АПФ, нікотинової кислоти, цефалоспоринів, фузидової кислоти, протисудомних засобів спостерігають підвищення активності амінотрансфераз. Серед інших побічних ефектів часто відзначають нудоту, блювання, біль у животі. При застосуванні антибіотиків частими побічними ефектами є дисбіоз кишечника та кандидоз ротової порожнини. Нечастими побічними ефектами, що спостерігають при застосуванні дигідропіридинових блокаторів кальцієвих каналів (ніфедипін, амлодипін), є гіперплазія ясен та кишкова непрохідність.

### Порушення з боку дихальної системи
Побічні реакції з боку дихальної системи є не дуже частими побічними ефектами. Серед побічних явищ, які спостерігають з боку дихальної системи, найчастіше реєструють бронхоспазм, альвеоліт, респіраторний дистрес-синдром, легеневу еозинофілію, кашель. Кашель є найчастішим побічним ефектом інгібіторів АПФ, і частота його виникнення при застосуванні інгібіторів АПФ коливається від 1 до 48 %. Значно рідше кашель може спостерігатися при застосуванні інгібіторів рецепторів ангіотензину-ІІ (лозартану, валсартану). Частіше при застосуванні сартанів спостерігаються явища риніту, фарингіту, а також почащення інфекцій верхніх дихальних шляхів. Характерними побічними ефектами антиаритмічного препарату вернакаланту є кашель і чхання. При застосуванні аміодарону його метаболіти зв'язують ліпіди лізосом альвеолярних макрофагів, що викликає порушення метаболізму фосфоліпідів, які відкладаються в альвеолах, та викликають розвиток так званої «аміодаронової легені». При застосуванні нітрофуранів, цитостатиків, англіоблокаторів може розвиватися токсичний альвеоліт, а при застосуванні інсуліну або хімотрипсину — алергічний альвеоліт. Застосування бета-блокаторів у хворих із супутніми бронхообструктивними захворюваннями може викликати бронхоспазм та напади ядухи. Окрім того, при застосуванні антибіотиків, сульфаніламідів, нітрофуранів може спостерігатися поява еозинофільних інфільтратів у легенях. При застосуванні вінбластину може спостерігатися гостра дихальна недостатність, а при застосуванні гефітинібу — масивна інтерстиціальна пневмонія з імовірним летальним наслідком.

### Порушення з боку нервової системи
Побічні реакції з боку нервової системи частіше спостерігаються при застосуванні нейротропних препаратів або препаратів, тропних до синапсів. До груп препаратів, при застосуванні яких спостерігаються побічні ефекти з боку нервової системи, належать транквілізатори, нейролептики, снотворні засоби, протипаркінсонічні засоби, бета-блокатори. Факторами ризику розвитку побічних ефектів з боку нервової системи можуть служити похилий вік, прийом високих доз препаратів, одномоментний прийом кількох нейротоксичних препаратів та наявність супутньої патології з боку центральної нервової системи. Серед побічних ефектів частіше спостерігаються головний біль, запаморочення, спостерігаються також порушення координації рухів, порушення сну, депресія, екстрапірамідні розлади. При застосуванні фторхінолонів часто, крім головного болю та запаморочення, спостерігається порушення зору, порушення сну, парестезії, тремор, судоми, існує ризик підвищення внутрішньочерепного тиску. Ризик побічних ефектів фторхінолонів посилюється у хворих похилого віку. При застосуванні аміноглікозидів можуть спостерігатися явища ототоксичності та вестибулотоксичності, що проявляються у вигляді шуму у вухах, пониження слуху, запаморочення. Фактором ризику розвитку даних побічних ефектів є похилий та дитячий вік, а також прийом інших ото- або вестибулотоксичних препаратів. Важким побічним ефектом при застосуванні аміноглікозидів є також нервово-м'язова блокада, що може призводити до повного паралічу дихання. Факторами підвищеного ризику даного побічного ефекту є супутня міастенія або паркінсонізм, одночасне застосування міорелаксантів або порушення функції нирок. Тривале застосування цитостатиків, антикоагулянтів та тромболітиків може ускладнюватися виникненням геморагічного інсульту. Застосування глюкокортикоїдних гормонів може призводити до розвитку гострого психозу. При застосуванні антиретровірусного препарату ефавірензу часто спостерігаються порушення сну (частіше безсоння), порушення концентрації уваги, парестезії, нейропатії.

### Порушення з боку серцево-судинної системи
Побічні реакції з боку серцево-судинної системи частіше спостерігаються при застосуванні препаратів, що застосовуються для лікування кардіологічних захворювань, і частіше спостерігаються на фоні серцево-судинної патології. Так, більшість антиаритмічних препаратів, β -блокатори, верапаміл, серцеві глікозиди викликають розвиток брадикардії; дигідропіридинові блокатори кальцієвих каналів викликають розвиток тахікардії. Значна частина препаратів може подовжувати інтервал QT, що може призводити до розвитку важкого порушення ритму — шлуночкової тахікардії по типу «пірует». До таких препаратів, зокрема, відносяться сальметерол, еритроміцин, кларитроміцин, левофлоксацин, моксифлоксацин, фоскарнет, хінін, галофантрин, пентамідин, кетоконазол, флуконазол, антидепресанти, терфенадин, астемізол, галоперидол, ісрадипін та ряд інших препаратів. При застосуванні сульфаніламідних препаратів, резерпіну, похідних дикумарину може спостерігатися розвиток реактивного перикардиту або міокардиту. При застосуванні пеніциліну та метилдопи зрідка спостерігається розвиток алергічного міокардиту. Окрім цього, застосування дигідропіридинових блокаторів кальцієвих каналів може збільшувати ризик розвитку інфаркту міокарду або посилювати явища вже існуючої стенокардії.

### Порушення з боку сечовидільної системи
Побічні реакції з боку сечовидільної системи можуть розвиватися у результаті порушень гемодинаміки (дія нестероїдних протизапальних засобів) і прямої токсичної дії лікарських засобів та їх метаболітів по типу реакцій сповільненої гіперчутливості. Факторами ризику розвитку нефротоксичних побічних ефектів лікарських препаратів є похилий вік хворих, наявність супутніх хронічних захворювань нирок, серцева недостатність, атеросклероз, захворювання печінки, цукровий діабет, гіповолемія та прийом нефротоксичних препаратів.

Одним із побічних ефектів із боку сечовидільної системи може бути утворення конкрементів у нирках, що пов'язано з утворенням метаболітів лікарських засобів, що погано розчиняються у воді (сульфаніламідні препарати), з утворенням метаболітів лікарських засобів, що підвищують концентрацію метаболітів, що випадають в осад (тріамтерен, 6-меркаптопурин, метоксифлуран) або застосування препаратів, що підвищують вміст кальцію в сечі (фуросемід, етакринова кислота, тіазидні діуретики, вітамін D). Нераціональне застосування нестероїдних протизапальних препаратів може призводити до розвитку так званої анальгетичної нефропатії. Механізм розвитку цього ушкодження нирок полягає у зниженні синтезу простагландинів, що мають вазоділятуючий ефект, в тканинах нирок, що призводить до спазму артеріол, що постачають кров до клубочків нирок та зниження кровотоку в клубочках і зменшення вироблення сечі. У таких умовах може розвиватися гостре пошкодження паренхіми нирок із відповідними діагностичними критеріями. При застосуванні аміноглікозидних антибіотиків може спостерігатися розвиток повільно перебігаючої ниркової недостатності або гострого тубулярного некрозу. Ризик побічних дій аміноглікозидів зростає при застосуванні препаратів групи у високих дозах, наявністю ендотоксемії, інфекційних захворювань, шоку, дегідратації та порушень електролітного балансу. Побічна дія з боку сечовидільної системи при застосуванні аміноглікозидів може виникати через тиждень та більші строки після початку лікування зазначеними препаратами, та утримуватися після відміни лікарських засобів протягом 9 днів. Часто нефротоксична побічна дія спостерігається при застосуванні рентгеноконтрастних засобів. Частіше рентгенконтрастно-індукована нефропатія спостерігається у хворих із факторами ризику нефротоксичних побічних ефектів, особливо при неадекватній гідратації.

### Гематологічні побічні реакції
Побічні ефекти, що супроводжуються змінами у периферичній крові, кровотворних органах та системі згортання крові, є відносно розповсюдженими побічними ефектами. При аналізі повідомлень про побічні ефекти ліків в Україні у 0,1 % випадків зареєстрованих побічних реакцій спостерігалась тромбоцитопенія, у 0,04 % випадків — нейтропенія, у 0,01 % випадків — еозинофілія. Найбільш серйозними побічними гематологічними ефектами вважаються агранулоцитоз, анемія, тромбоцитопенія та лейкопенія. Виділяють два механізми розвидку медикаментозного агранулоцитозу. При імуноалергічному типу розвитку агранулоцитозу лікарський засіб або його метаболіти виступають у ролі антигену, до якого виробляються антитіла, і у результаті імунологічної реакції «антиген-антитіло» пригнічується функція клітин кісткового мозку. При токсичному агранулоцитозі лікарський засіб виявляє свій негативний вплив безпосередньо на клітини кіскового мозку. Ризик розвитку агранулоцитозу зростає з віком хворих. У пацієнтів молодого та середнього віку (20—59 років) ризик розвитку агранулоцитозу складає 1,1 випадків на 1 мільйон населення за рік, у пацієнтів старших 60 років даний ризик підвищується до 9,5 випадків на 1 мільйон населення. Найчастіше агранулоцитоз спостерігається при застосуванні антитиреоїдних препаратів, анальгіну, нестероїдних пртизапальних препаратів, тиклопідину, антисекреторних препаратів, протипухлинних препаратів, метотрексату, каптоприлу, цефотаксиму. При застосуванні хлорамфеніколу типовою побічною дією з боку системи кровотворення є апластична анемія, що зустрічається рідко (1 випадок на 25—40 тисяч хворих), та переважно має несприятливий перебіг. Гемолітична анемія частіше спостерігається у хворих із дефіцитом глюкозо-6-фосфатдегидрогенази. Ця побічна реакція може виникати при застосуванні протималярійних препаратів, фторхінолонів, налідиксової кислоти, сульфаніламідних препаратів, парацетамолу. Побічний ефект у вигляді тромбоцитопенії може розвиватися або внаслідок алергічної реації на лікарський засфб, або внаслідок пригнічення тромбоцитарного ростка у кістковому мозку. Тромбоцитопенія частіше спостерігається при застосуванні протипухлинних препаратів, триметоприму, хлорамфеніколу, препаратів золота, фуросеміду, етакринової кислоти, гепарину, хінідину, ацикловіру, рифампіцину.

## Реєстрація побічної дії лікарських препаратів
В Україні з 1996 року вивченням побічної дії ліків займається відділ фармакологічного нагляду Державного фармакологічного центру Міністерства охорони здоров'я України (до 1999 року — Фармакологічний комітет Міністерства охорони здоров'я). Згідно із наказом МОЗ від 27.12.2006 за номером 898 Міністерство охорони здоров'я України поклало обов'язок здійснення нагляду за безпекою ліків на ДП «Державний експертний центр МОЗ України», що має регіональні відділення, що діють в усіх областях України та містах Києві та Севастополі. Реєстрація побічних ефектів проводиться методом спонтанних повідомлень на добровільній основі від лікарів, а станом на 2022 рік також середніх медичних працівників усіх спеціальностей (медичні сестри, фельдшери, акушери) та фармацевтичних працівників, можуть залучатися пацієнти, їх представники та організації, що захищають права пацієнтів. За наслідками розгляду повідомлень про побічну дію препаратів МОЗ України може ухвалити рішення про зміни в обігу препарату, а також про заборону або суттєве обмеження застосування окремих лікарських засобів або імунобіологічних препаратів. Метод спонтанних повідомлень особливо ефективний у виявленні побічної дії, обумовленої фармакологічними властивостями (у тому числі механізмом дії) препаратів і імунно-алергічними механізмами; але відстрочені побічні ефекти, такі як гепатит, ретиніт, репродуктивні дефекти, мутагенні, тератогенні, канцерогенні ефекти, що виникають іноді через місяці або роки після лікування, не завжди можуть бути зареєстровані таким шляхом. Подібним чином реєстрація побічних ефектів ліків проводиться у інших країнах, зокрема у США, Канаді, Австралії, Новій Зеландії, Великій Британії.

## Частота побічних ефектів
Частота побічних ефектів ліків є досить високою, за оцінками різних авторів побічні реакції ліків спостерігаються у 10—30 % населення. Але, за оцінками тих же авторів, частота дуже важких побічних ефектів є досить низькою. Так, зокрема частота алергічних реакцій становить приблизно 1—2 % населення, тоді як до летальних наслідків призводить лише 0,01 % алергічних реакцій. Так, частота кашлю у пацієнтів, що приймають інгібітори АПФ, становить від 1 до 48 %, а частота ангіоневротичного набряку у таких пацієнтів становить менше 0,1 % (у тому числі з летальними наслідками — менше 0,01 %) При застосуванні препаратів із групи статинів ризик рабдоміолізу становить лише 4 випадки на 1 мільйон хворих у світі (для порівняння — в Україні за період застосування препаратів цієї групи не було використано навіть 1 мільйона упаковок цих препаратів) Таку імовірність дуже важких та смертельних побічних реакцій можна порівняти з імовірністю потрапити у авіаційну катастрофу (за різними оцінками, становить від 1:500000 до 1:5000000), та нижча від імовірності загинути у автокатастрофі (така імовірність вища від імовірності потрапити у авіакатастрофу в 62 рази, тобто може становити близько 12,5 випадків на 1 мільйон) (за іншими оцінками, ризик загинути в автомобільній аварії становить 1:125) Необхідно також додати, що ризик побічних реацій значно вищий у пацієнтів груп ризику (дітей; вагітних; осіб похилого віку; хворих з печінковою або нирковою недостатністю; хворих, що застосовують одночасно велику кількість медикаментів та хворих, у яких раніше спостерігалися побічні ефекти). Урахування усіх факторів ризику та ретельний підбір медикаментів можуть значно знизити ризик побічної дії ліків та підвищити ефективність та безпечність лікування.